# 30307 Marcelriesz
30307 Marcelriesz este un asteroid din centura principală de asteroizi.

## Descriere
30307 Marcelriesz este un asteroid din centura principală de asteroizi. A fost descoperit pe 2 mai 2000 la Prescott (Arizona) de Paul G. Comba. Asteroidul prezintă o orbită caracterizată de o semiaxă mare de 3,03 ua, o excentricitate de 0,02 și o înclinație de 9,9° în raport cu ecliptica.